# École secondaire Confédération
L'École secondaire Confédération est un établissement d'enseignement secondaire public qui sert présentement les élèves franco-ontariens de Niagara. Elle est réputée pour sa formation en commerce et marketing.

## Histoire
Les origines de Confédération remonte à 1955, lorsque les religieuses du Sacré-Cœur établirent des classes de 9e et 10e année dans leur école paroissiale. Les élèves devaient par contre payer pour avoir accès à cet enseignement et étaient dans l'obligation d'achever leurs études secondaires (11e et 12e année) dans un établissement entièrement anglophone. L'école secondaire du Sacré-Cœur est fondée en 1959 et est gérée par les religieuses. Peu après, l' Eastdale Secondary School commença à offrir des cours en français. En 1964, les bâtiments de l'école du Sacré-Cœur sont construits sur la rue Tanguay. L'établissement passe sous la gestion du Conseil scolaire du Niagara-Sud en 1968 et prend officiellement le nom d' École secondaire Confédération. L'école accueille alors 37 professeurs et plus de 500 élèves originaires de Welland, Niagara Falls, Port Colborne et St. Catharines. Fier de son passé, l'établissement adopte sa devise : Double héritage, double effort.

## Programmes d'études
L'école offre 129 cours différents de la 7e à la 12e année, parmi lesquels une variété de spécialités telles que le commerce, le marketing, l'hôtellerie, le tourisme et la construction.
En 2006, 2007 et 2008, l'établissement s'est qualifié pour la compétition provinciale Place à la jeunesse en marketing et en entrepreneuriat.

## Sports
L'École secondaire Confédération dispose d'un certain nombre d'équipes sportives :
- Soccer (H/F)
- Basketball (H/F)
- Badminton (H/F)
- Tennis (H/F)
- Volley-ball (H/F)
- Curling (H/F)
- Natation (H/F)
- Course de fond (H/F)
- Hockey (H)
- Ski/Snowboard
- Vélo de montagne